# Claus Müller (Mathematiker)
Claus Müller (* 20. Februar 1920 in Solingen; † 6. Februar 2008 in Aachen) war ein deutscher Mathematiker.

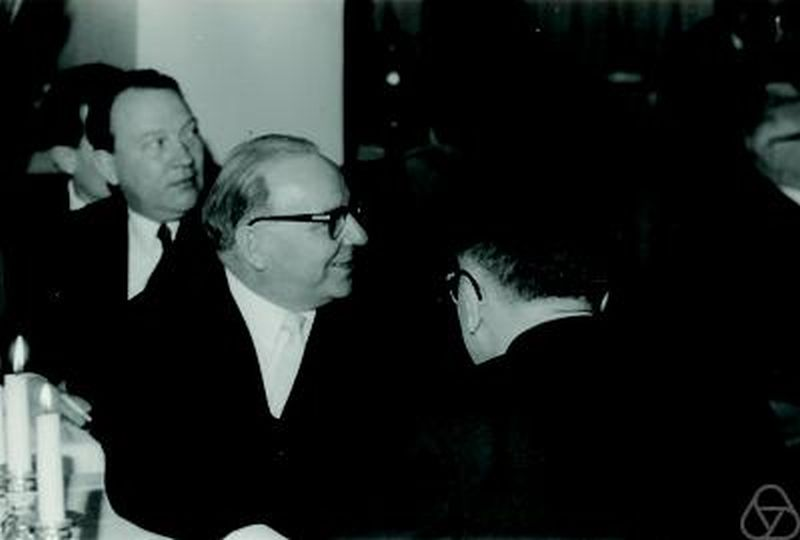
Claus Müller (links) mit Friedrich Sommer, Münster 1967

Nach dem Studium der Mathematik in Göttingen und Bonn promovierte er 1944 an der Universität Bonn bei Ernst Peschl über „Das Schwarzsche Lemma bei Funktionen mehrerer komplexer Veränderlicher“. Während des Krieges arbeitete er in einer Forschungsabteilung der Marine über Schwingungen und Radar. Auch nach dem Krieg beschäftigte er sich mit der mathematischen Theorie der Maxwellgleichungen, worüber er mehrere Bücher schrieb. Nach dem Krieg war er kurzzeitig an der University of Cambridge (Großbritannien) und bei Boeing (USA) tätig. Im Jahre 1955 wurde er Ordinarius für Mathematik an der RWTH Aachen und wurde dort im Jahre 1985 emeritiert.
Unter Claus Müller wurden von 1957 bis 1989 mindestens 34 Doktoranden promoviert, darunter (in chronologischer Reihenfolge, Ko-Betreute mit Stern markiert) Rolf Leis, Horst Niemeyer, Jürgen Batt, Walter Eberhard*, Helmut Neunzert, Alexander Dressler, Peter Hermann*, Joachim Wick, Hubert Kalf, Willi Freeden.

## Schriften
- Zur mathematischen Theorie elektromagnetischer Schwingungen (= Abhandlungen der Deutschen Akademie der Wissenschaften zu Berlin. Mathematisch-Naturwissenschaftliche Klasse. Jg. 1945/46, Nr. 3, ZDB-ID 210009-5). Akademie-Verlag, Berlin 1950.
- A new method for solving fredholm integral equations. In: Communications on Pure and Applied Mathematics. Bd. 8, Nr. 4, 1955, S. 635–640, doi:10.1002/cpa.3160080412.
- Electromagnetic radiation patterns and sources. In: IEEE Transactions on Antennas and Propagation. Bd. 4, Nr. 3, 1956, S. 224–232, doi:10.1109/TAP.1956.1144417.
- Grundprobleme der mathematischen Theorie elektromagnetischer Schwingungen (= Die Grundlehren der mathematischen Wissenschaften in Einzeldarstellungen. 88). Springer, Berlin u. a. 1957, (In englischer Sprache: Foundations of the mathematical theory of electromagnetic waves (= Die Grundlehren der mathematischen Wissenschaften in Einzeldarstellungen. 155). ebenda 1969).
- Formelsammlung zu den Vorlesungen über Infinitesimalrechnung, lineare Algebra, Vektoranalysis und Differentialgleichungen. Mathematisches Institut – Lehrstuhl A – Rheinisch-Westfälische Technische Hochschule, Aachen 1957.
- Höhere Mathematik. 4 Bände. Rheinisch-Westfälische Technische Hochschule, Aachen 1957–1959;
  - Band 1: Differential- und Integralrechnung. 1957;
  - Band 2: Lineare Algebra, analytische Geometrie und Grundbegriffe der Differentialgeometrie. 1959;
  - Band 3: Vektoranalysis und Differentialgleichungen. 1958;
  - Band 4: Elemente der Funktionentheorie, konforme Abbildungen, partielle Differentialgleichungen. 1958.
- Lectures on the Problem of Space and Time in Einsteins's Theory of Gravitation. Defense Technical Information Center, Fort Belvoir VA 1963, (Auch: (= Berichte der Arbeitsgruppe Technomathematik. Forschung, Ausbildung, Weiterbildung. 146, ZDB-ID 61227-3). Universität Kaiserslautern – Fachbereich Mathematik, Kaiserslautern 1995).
- mit Peter Urban: Mathematische Charakterisierung und Bewertung elektromagnetischer Senderanordnungen (= Forschungsberichte des Landes Nordrhein-Westfalen. Nr. 1365, ISSN 0367-2492). Westdeutscher Verlag, Köln u. a. 1964.
- Mathematische Probleme der modernen Wellenoptik. In: Arbeitsgemeinschaft für Forschung des Landes Nordrhein-Westfalen. Natur-, Ingenieur- und Gesellschaftswissenschaften. H. 133, 1964, S. 31–79, doi:10.1007/978-3-322-96203-4_3, (Dazu: Diskussion. ebenda, S. 81–87, doi:10.1007/978-3-322-96203-4_4).
- Spherical harmonics (= Lecture Notes in Mathematics. 17, ISSN 0075-8434). Springer, Berlin u. a. 1966.
- Formeln und Sätze zur höheren Mathematik. 2 Bände. Institut für Reine und Angewandte Mathematik – Rheinisch-Westfälische Technische Hochschule, Aachen 1967–1970.
- Ein neuer Zugang zur Theorie der Besselfunktionen in mehreren Dimensionen (= Annales Academiae Scientiarum Fennicae. Series A, 1: Mathematica. 415, ISSN 0066-1953). Suomalainen tiedeakatemia, Helsinki 1968.
- Symmetrie und Ornament. (Eine Analyse mathematischer Strukturen der darstellenden Kunst) (= Rheinisch-Westfälische Akademie der Wissenschaften. Vorträge. N: Natur-, Ingenieur- und Wirtschaftswissenschaften. 339 = Rheinisch-Westfälische Akademie der Wissenschaften. Jahresfeier. 34). Westdeutscher Verlag, Opladen 1985, ISBN 3-531-08339-2.
- Analysis of spherical symmetries in Euclidean spaces (= Applied Mathematical Sciences. Bd. 129). Springer, New York NY u. a. 1998, ISBN 0-387-94949-6.